# Art Gallery of Western Australia

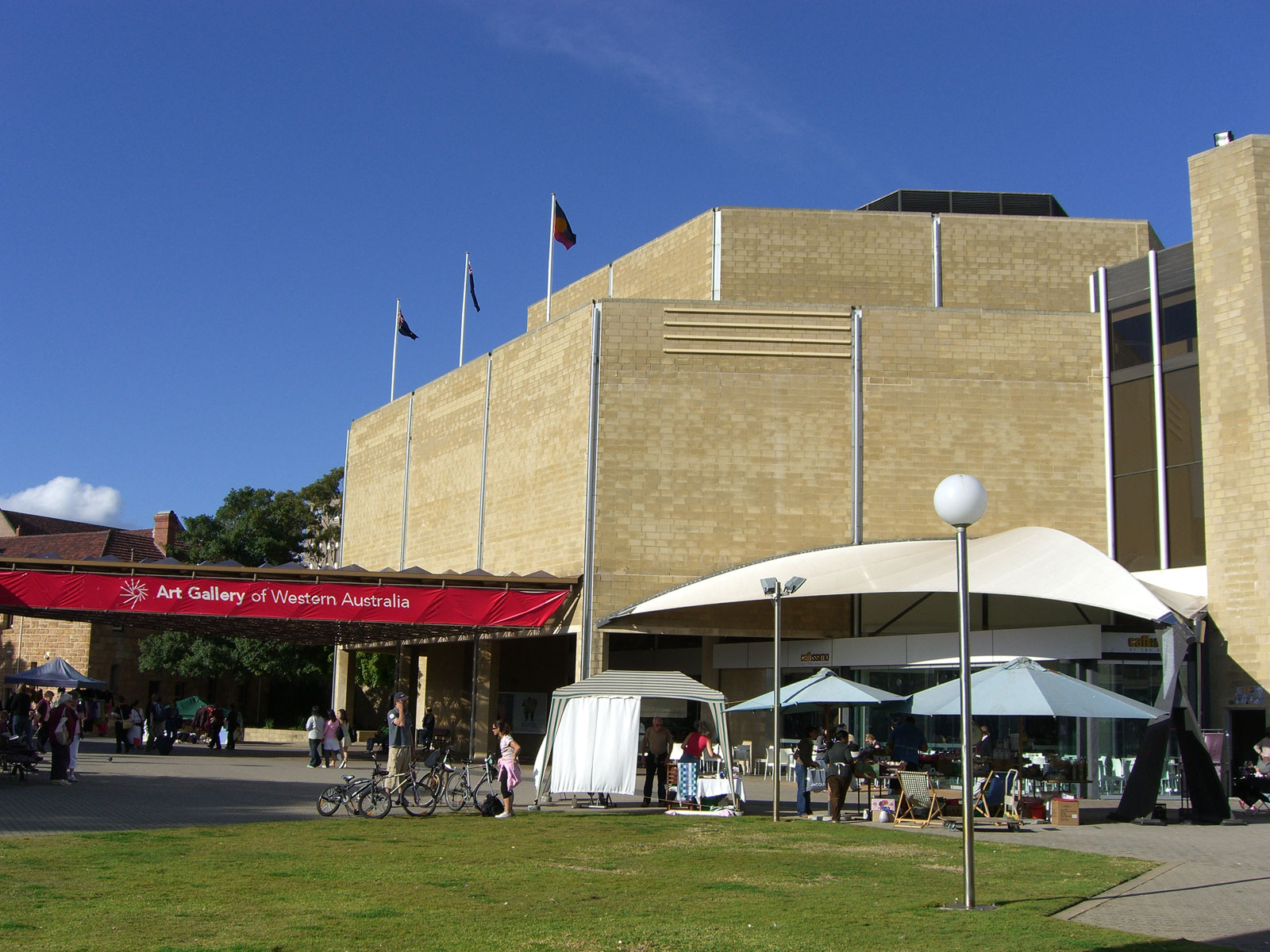
Art Gallery of Western Australia

Die Art Gallery of Western Australia (AGWA) ist eine 1895 gegründete öffentliche Kunstgalerie in Perth, Western Australia, mit der Funktion einer Nationalgalerie (State Art Collection), die sich auf drei Standorte verteilt.
Ein Neubau des Hauptausstellungsgebäudes wurde 1979 eröffnet und ist Teil des Perth Cultural Centre. In der Nähe befinden sich das Western Australian Museum und die State Library of Western Australia.
Die staatliche Kunstsammlung beinhaltet rund 17.000 Kunstwerke, die 2011/12 durch baumaßnahmenbedingte Einschränkungen nur von ungefähr 319.000 Besuchern besichtigt wurden, im Durchschnitt sonst jährlich von zwischen 345.000 und 400.000 Besuchern.

## Geschichte
Die Kunstgalerie befand sich ursprünglich im Jubilee Building zusammen mit dem Staatsmuseum und der Staatsbibliothek.
Das Jubilee Bulding, das ursprünglich nur als öffentliche Bibliothek geplant war, sollte 1887 zu Ehren des Goldenen Dienstjubiläums von Queen Victoria eröffnet werden, allerdings wurde nur das Fundament angelegt. 1901 wurde schließlich die Grundsteinlegung für die Kunstgalerie von George V. vorgenommen, kurz nach der Gründung des australischen Staates.
Mehrere einflussreiche Persönlichkeiten waren an der Gründung des Jubilee Building und der Kunstgalerie beteiligt, darunter John Winthrop Hackett, James Battye, Ludwig Glauert, George Pitt Morison und George Temple-Poole.
Das Verwaltungsgebäude der Kunstgalerie waren ehemalige Polizeiquartiere, die von dem Architekten Hillson Beasley entworfen wurde, wie auch das Regierungsgebäude von Perth. Es wurde während des wirtschaftlichen Aufschwungs, in der Zeit des australischen Goldrausches erbaut. Die Verwaltung bezog die Polizeiquartiere in den 1970er Jahren während des großen Nickelbooms.
Das Hauptausstellungsgebäude wurde 1977 ebenfalls mit öffentlichen Geldern im Zuge des landesweiten Aufschwungs der Bergbauindustrie erbaut.
Der Bau des Alexander Library Buildings wurde in derselben Phase begonnen.

## Ausstellungen
Die erste Ausstellung der Kunstgalerie wurde eklektisch zusammengestellt. Die erste ausgestellte Sammlung bestand vorwiegend aus indischen bzw. asiatischen Handwerksarbeiten neben einer Reihe von Kunstwerken von europäischen Australiern und Kopien englischer Kunstwerke.
Spätere Ausstellungen zeigen indigene, traditionelle und zeitgenössische Kunst aus dem nördlichen und westlichen Australien. Ebenso weitere Kunstwerke West-Australiens aus den 1820er bis 1960er Jahre.
Eine jährlich stattfindende Ausstellung namens Year 12 Perspectives beleuchtet vorwiegend Arbeiten westaustralischer Kunst und Arbeiten von Kunst- und Designstudenten. Ausgestellt werden Gemälde, Kunstdrucke, digitale Kunstwerke, Mode und Skulpturen.

## Liste vergangener Ausstellungen
- Auguste Rodin (2001)[9]
- Max Ernst: Surreal, Books and Graphics (2002)[10]
- Islamic Art and Patronage (2002) – Islamische Kunst aus Kuwait[11]
- The Pre-Raphaelite Dream (2003) – Präraffaeliten Malereien und Zeichnungen aus der Tate Gallery[12]
- Traces of Genius (2003) – Malerei der Renaissance: Italienische Renaissance, 17. Jahrhundert holländische und 18. und 19. Jahrhundert französische Zeichnungen aus dem Amsterdams Historisch Museum, seit 2011 Amsterdam Museum genannt[13]
- Edge of Desire: Recent Art in India (2004–2005) – Indische Zeitgenössische Kunst[14]
- St Petersburg 1900 (2005) – Russische Kunst aus dem frühen 20. Jahrhundert[15]
- Norman Lindsay: Drawn to women. The complete published etchings (2006–2007) – Radierungen[16]
- Ägyptische Kunst als Leihgaben aus dem Louvre (2007)[17]
- 2022: Werke aus der Sammlung The Cost of Living[18]